# Cyornis poliogenys
Cyornis poliogenys е вид птица от семейство Muscicapidae.

## Разпространение
Видът е разпространен в Бангладеш, Бутан, Китай, Индия, Мианмар и Непал.